# Marcy Borders
Marcy Borders (Nova York, 12 de agosto de 1973 - Paterson, 24 de agosto de 2015) foi uma funcionária do Bank of America, que trabalhava no World Trade Center e sobreviveu ao seu colapso, após os ataques da Al-Qaeda em 11 de setembro de 2001.
Stan Honda, um fotógrafo da Agence France Presse, capturou uma imagem de Borders, completamente coberta da poeira do colapso das torres gêmeas, que, posteriormente, tornou-se amplamente descrito como "icônica". A imagem tornou-se tão conhecida e tão amplamente distribuída, que ela se tornou conhecida como "The Dust Lady" (mulher empoeirada).
Em 11 de setembro de 2001, Borders trabalhava havia apenas um mês no escritório do Bank of America, no 81º andar da Torre Norte quando o avião atingiu o prédio. Ela fugiu pelas escadas e depois pelo lobby de um edifício adjacente onde ela foi fotografada por Stan Honda.
Após o 11 de setembro, Borders sofreu de depressão severa e vício em drogas, perdendo a custódia de seus dois filhos, recuperada em 2011, após se internar numa clínica de reabilitação e se livrar do vício em drogas. Em novembro de 2014, ela revelou que tinha câncer de estômago, acreditando ser uma consequência dos atentados às Torres Gêmeas.